# مشاركة فرعية مشروعة
المشاركة الفرعية المشروعة (LPP) تصف كيف يصبح الوافدون أعضاءً ذوي خبرة ومخضرمين في نهاية المطاف في مجال الممارسة أو المشروع التعاوني (Lave & Wenger 1991). ووفقًا للمشاركة الفرعية المشروعة، يصبح الوافدون الجدد أعضاءً في جماعة ما مبدئيًا من خلال المشاركة في المهام البسيطة ومنخفضة المخاطر والتي بالرغم من ذلك تكون منتجة وضرورية وتعزز أهداف الجماعة. ومن خلال الأنشطة الفرعية، يصبح المبتدئون على دراية بالمهام والمفردات والمبادئ التنظيمية للجماعة.
وتدريجيًا، مع تحول المبتدئين إلى مخضرمين، تأخذ مشاركتهم أشكالاً تكون أكثر مركزية للأداء الوظيفي للجماعة. وتقترح المشاركة الفرعية المشروعة أن تتوسط العضوية في جماعة الممارسة الأشكال الممكنة للمشاركة المتاحة للوافدين، بدنيًا واجتماعيًا على حد سواء. إذا استطاع الوافدون مباشرة ملاحظة ممارسات الخبراء، فإنهم يفهمون السياق الأوسع نطاقًا الذي يستوعب جهودهم. وعلى العكس تشير المشاركة الفرعية المشروعة إلى أن الوافدين المنعزلين عن الخبراء يتمتعون بوصول محدود إلى أدواتهم والجماعة وبالتالي يكون لديهم نمو محدود. ومع تزايد المشاركة، تنشأ حالات تتيح للمشاركين تقييم مدى مساهمتهم بشكل جيد من خلال جهودهم، وبالتالي توفر المشاركة الفرعية المشروعة وسيلة للتقييم الذاتي (Lave & Wenger 1991).
والمشاركة الفرعية الهامشية لا تقتصر على أوصاف العضوية في المنظمات المهن الرسمية التي تكون ممارساتها محددة بشكل كبير. على سبيل المثال، يشير أودونوفان وكيرك (Kimble & Hildreth 2008) إلى أن مشاركة الشباب في الرياضة يمكن مقارنتها بجماعة ممارسة ذات علاقة بالتعليم الفيزيائي.
في عمله اللاحق (Wenger 1998) حول مجتمعات الممارسة تخلى فينغر (Wenger) عن مفهوم المشاركة الفرعية المشروعة وقدم فكرة الازدواجية كبديل، ومع ذلك لا يزال المصطلح يُستخدم على نطاق واسع فيما يتعلق بالتعلم الواقع.

## كتابات أخرى
- Bryant, Susan, Andrea Forte and Amy Bruckman, Becoming Wikipedian: Transformation of participation in a collaborative online encyclopedia, Proceedings of GROUP International Conference on Supporting Group Work, 2005. pp 1.-10